# Philharmonia Quartett Berlin

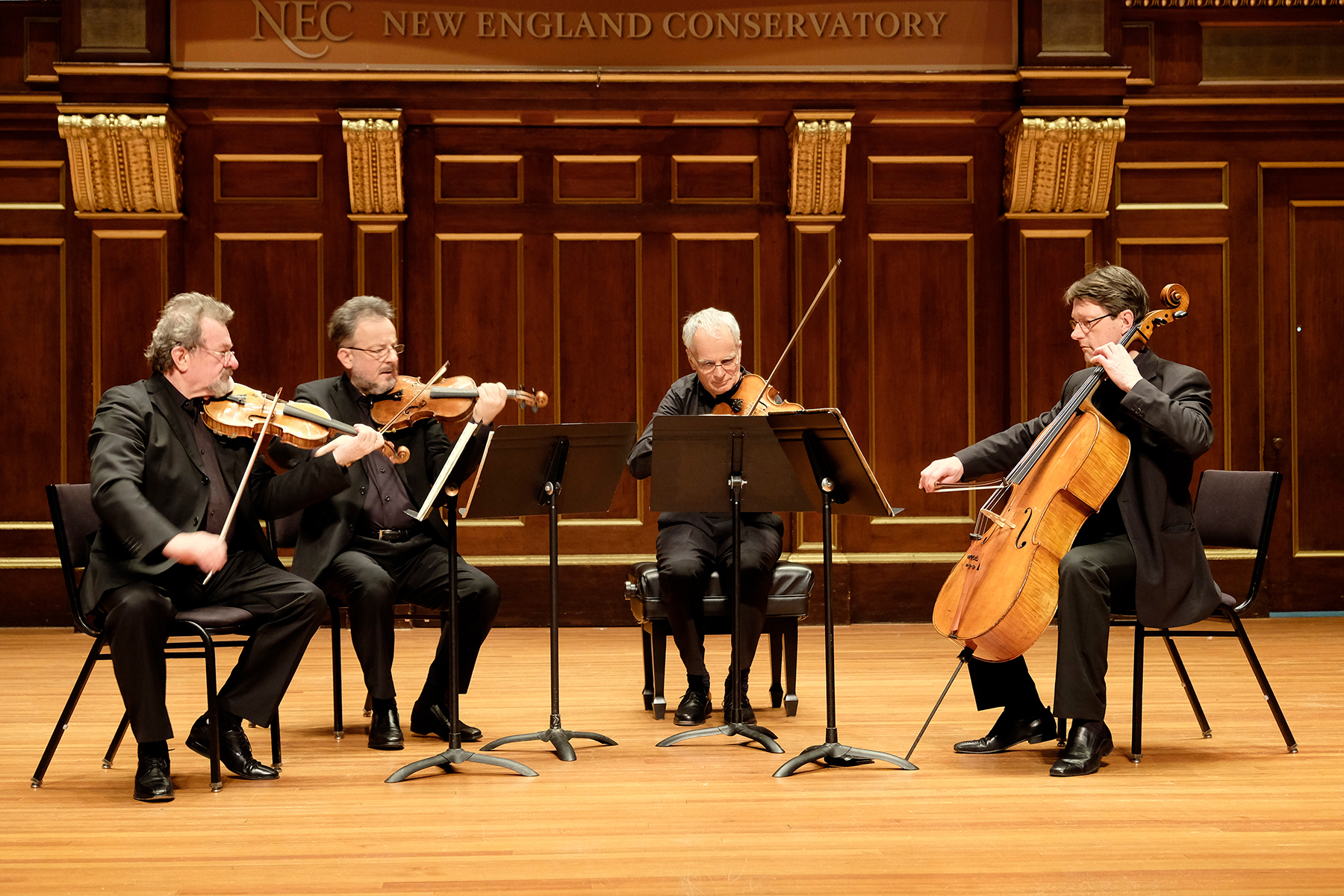
Das Philharmonia Quartett in der Jordan Hall in Boston, März 2017, v.l. Daniel Stabrawa, Christian Stadelmann, Neithard Resa, Dietmar Schwalke

Das Philharmonia Quartett Berlin war ein 1985 gegründetes Streichquartett, das aus Mitgliedern der Berliner Philharmoniker bestand.
Zu den langjährigen Mitgliedern zählten der Konzertmeister Daniel Stabrawa, der Stimmführer der zweiten Geigen Christian Stadelmann, der Stimmführer und Solobratschist Neithard Resa sowie der Cellist Jan Diesselhorst. Als Diesselhorst im Februar 2009 überraschend starb, wurde die Cellostimme noch im selben Jahr durch Dietmar Schwalke übernommen.
Das Philharmonia Quartett konzertierte weltweit und hat mehrere Tonaufnahmen eingespielt, die auf Compact Disc erhältlich sind. In der Berliner Philharmonie war das Ensemble mit einem Beethoven- und einem Schostakowitsch-Zyklus zu hören, bei denen sämtliche Streichquartette der Komponisten zu Gehör gebracht wurden.
Das Repertoire des Philharmonia Quartetts erstreckte sich über mehr als einhundert Werke von der Klassik bis zur Musik des 20. Jahrhunderts. Das Streichquartett widmete sich auch ungewöhnlichen Kompositionen des Genres, wie zum Beispiel dem ersten Streichquartett von Erwin Schulhoff, dem zweiten Streichquartett von Karol Szymanowski, dem vierten Streichquartett von Paul Hindemith oder dem Opus 74 von Max Reger.
Bei einem Konzert am 31. März 2019 spielten drei Mitglieder des Quartetts Streichtrios, nachdem der zweite Geiger Christian Stadelmann wegen Erkrankung ausgefallen war. Dies ist der letzte auf der Website der Berliner Philharmoniker auffindbare Auftritt des Philharmonia Quartetts. Stadelmann starb am 26. Juli 2019.

## Preise
- Deutscher Schallplattenpreis – Max Reger, Streichquartett
- Deutscher Schallplattenpreis – Dmitri Schostakowitsch, Streichquartett
- ECHO-Klassik-Preis – Benjamin Britten, Streichquartette Nummer 2 und 3 (2003)
- ECHO-Klassik-Preis – Ludwig van Beethoven, Streichquartett opus 130
- ECHO-Klassik-Preis – Ludwig van Beethoven, Große Fuge opus 133
- Argentine Critic Price / Buenos Aires – Preis der argentinischen Musikkritik (2001)